# Where Do Broken Hearts Go
Singles de Whitney Houston
So Emotional
(1987) Love Will Save the Day
(1988)
Pistes de Whitney
For the Love of You
(9) I Know Him So Well
(11)
Where Do Broken Hearts Go est une chanson de Whitney Houston écrite par Frank Wildhorn et Chuck Jackson pour l'album Whitney (1987).
La chanson, produite par Narada Michael Walden, est le quatrième single de l'album.
La chanson a atteint la 1re place du Billboard Hot 100.